# Parolpium minor
Espèce
Synonymes
- Olpium arabicum minor Ellingsen, 1910

Parolpium minor est une espèce de pseudoscorpions de la famille des Olpiidae.

## Distribution
Cette espèce se rencontre en Ouganda, en Afrique du Sud et au Cap-Vert.

## Systématique et taxinomie
Cette espèce a été décrite sous le protonyme Olpium arabicum minor par Ellingsen en 1910. Elle est placée dans le genre Parolpium par Beier en 1931.

## Publication originale
- Ellingsen, 1910 : Pseudoscorpions from Uganda collected by Dr. E. Bayon. Annali del Museo Civico di Storia Naturale di Genova, sér. 3, vol. 4, p. 536-538 (texte intégral).